# Manuel Hedilla
Federico Manuel Hedilla Larrey (Ambrosero, 18 de julio de 1902-Madrid, 4 de febrero de 1970) fue un político falangista español, conocido por haber sido segundo jefe nacional de FE de las JONS y sucesor de José Antonio Primo de Rivera.
Mecánico de profesión, se afilió a Falange en 1934 e inicialmente tuvo un papel secundario en el partido. Tras el estallido de la guerra civil española, sin embargo, adquirió una mayor importancia y en septiembre de 1936 fue nombrado jefe de una Junta de Mando Provisional que se hiciera cargo de la jefatura del partido mientras el fundador, José Antonio Primo de Rivera, continuaba detenido en la zona republicana. Hedilla se encontró al frente de un partido que había crecido considerablemente desde el comienzo de la guerra y que era uno de los más importantes de la zona sublevada. Tuvo que hacer frente a las luchas de poder que surgieron en el seno de Falange, y también posteriormente al Decreto de Unificación promulgado por Francisco Franco, que unificaba en un partido único a todas las fuerzas políticas «rebeldes». Detenido por orden de Franco y encarcelado, pasó algunos años en la cárcel. Tras esto, Hedilla vivió en el ostracismo y alejado de la vida pública.

## Biografía

### Primeros años
Hijo de Manuel Hedilla Collada —inspector de Tabacalera en el puerto de Santander y juez municipal de Bárcena de Cicero—, y de Josefa Larrey Jáuregui, nació en el seno de una familia de clase media. Al quedar huérfano de padre a temprana edad, la familia tuvo que trasladarse a vivir a Bilbao, ciudad donde su madre encontró un empleo. Cursó estudios básicos en las Escuelas Salesianas de Baracaldo (Vizcaya). Con dieciséis años, empezó como aprendiz en un taller naval, empleándose después como maquinista de la marina mercante, aunque al poco tiempo perdería su puesto de trabajo en este sector. En 1928 contrajo matrimonio con Elena Arce Fernández, hija del farmacéutico de Ambrosero, trasladando su residencia a Cuenca al montar una empresa de transportes y obtener una contrata de portes de materiales para las carreteras. Sin embargo, a la caída de la dictadura de Primo de Rivera volvió a encontrarse sin trabajo. Se trasladó entonces a Madrid, donde montó su propio garaje de reparación de vehículos, pero el negocio acabaría resultando un fiasco. Regresaría a su tierra natal, donde sirvió como supervisor técnico en la fábrica de la cooperativa lechera «SAM» —Sindicatos Agrarios Montañeses— de Renedo. Allí Hedilla organizó un sindicato autónomo, aunque dos compañeros de empresa le atrajeron a un pequeño partido fascista: Falange.

### Carrera política y ascenso
Hedilla ingresó en 1934 en Falange Española, siendo designado jefe local de Renedo de Piélagos, cargo en el que desarrolló una gran actividad de proselitismo. En marzo de 1935, con ocasión de una visita de José Antonio Primo de Rivera a Santander, Hedilla fue nombrado jefe provincial de Falange. En noviembre de ese mismo año asistió a Madrid al Consejo Nacional de Falange en representación de Santander. De cara a las elecciones de febrero de 1936, inicialmente fue uno de los candidatos falangistas a Cortes por la provincia de Santander, aunque posteriormente el partido alcanzó un acuerdo de coalición con otro candidato electoral derechista y en su lugar Hedilla se retiró, dejando a Ruiz de Alda como único candidato falangista por Santander. Logró evitar ser detenido durante las redadas policiales de la primavera de 1936.
Las detenciones dejaron descabezado al partido, con su estructura desorganizada. Hedilla se convirtió en inspector nacional de Falange, coordinando a los distintos grupos falangistas en una sublevación contra la República. En mayo se entrevistó con el general Emilio Mola, y posteriormente participó en los preparativos de la sublevación de julio de 1936 en Galicia. Aunque nominalmente era el líder falangista de Santander, Hedilla se encontraba en La Coruña cuando se produjo la sublevación militar. Al frente de las milicias falangistas ayudó al Ejército en su toma de la ciudad, y participó en la sangrienta represión que siguió a continuación. En agosto —mientras en la zona republicana José Antonio seguía estando prisionero— Hedilla se trasladó de Galicia a Burgos, y se convirtió de facto en el jefe nacional de Falange. Para suplir su ausencia, el 2 septiembre se constituyó en Valladolid una Junta de Mando Provisional encabezada por Hedilla. Ello daría tiempo a que el partido pudiese reconstruirse de la caótica situación que se había creado tras el estallido de la contienda, al menos hasta que José Antonio fuese liberado de la cárcel. Hedilla, sin embargo, no gozaba del prestigio de Primo de Rivera y en poco tiempo había empeorado sus relaciones con el círculo de poder que rodeaba a Francisco Franco, que para entonces ya era el principal líder de las fuerzas sublevadas contra la República. Su retórica revolucionaria y anticapitalista también le generó muchos enemigos en el bando sublevado, muy especialmente entre los sectores más conservadores y tradicionalistas. En octubre se trasladó a Salamanca, ciudad en la que pasó a residir a partir de entonces.
Desde finales de 1936 en la zona sublevada se empezó a plantear la necesidad de alcanzar una unificación de todos los movimientos políticos, una idea que aunque ya se había planteado en algunos círculos, resultaba demasiado idílica como para ser un hecho. Desde el primer momento, Hedilla se opuso a la mera posibilidad de que se produjera dicha unificación. Sin embargo, en la práctica no controlaba a los distintos grupos que por entonces existían en el seno de Falange, y contaba además con la radical oposición de otros líderes falangistas como Agustín Aznar y Sancho Dávila. Por el contrario, contaba con el apoyo de los jefes falangistas del norte de España. El sacerdote falangista y director del diario Arriba España, Fermín Yzurdiaga, era un entusiasta hedillista, y en varias ocasiones le dio cobertura informativa. En el caso de Agustín Aznar y de Rafael Garcerán —antiguo pasante de José Antonio—, estos veían en Hedilla a un jefe provisional adecuado hasta que José Antonio pudiera volver a hacerse cargo de la dirección del partido. Sin embargo, esta decisión de mantener vacante la jefatura del partido se revelaría como un error en el futuro.

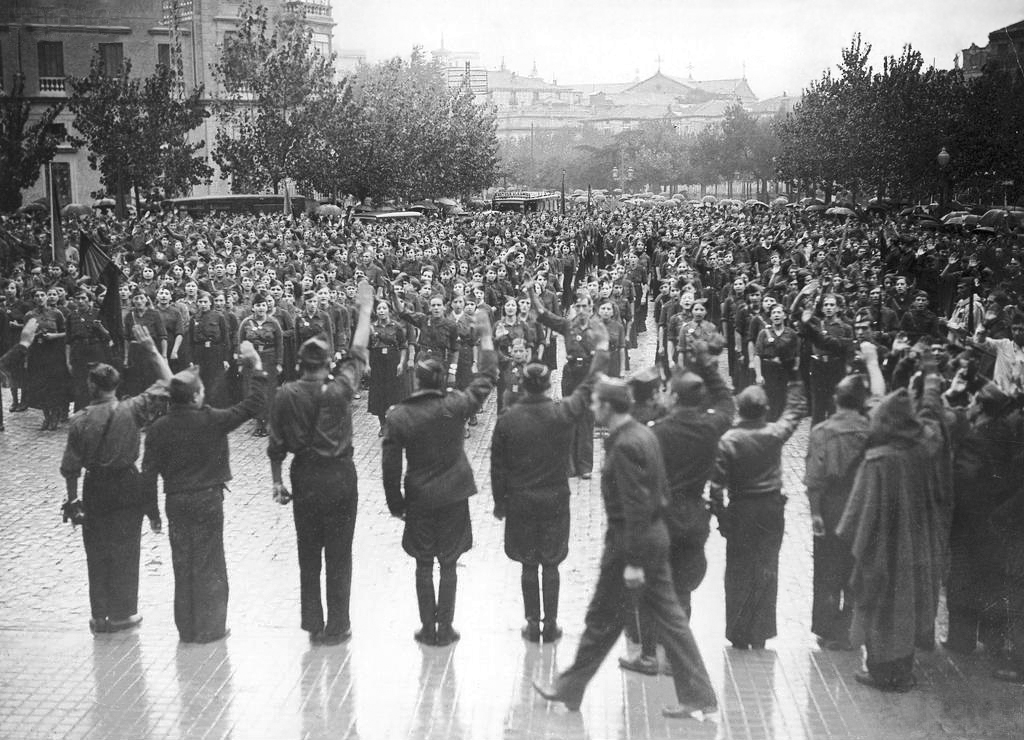
Concentración de falangistas en Zaragoza, octubre de 1936.

Desde julio de 1936 la militancia de Falange había aumentado considerablemente, lo que supuso que los camisas viejas constituyeran un grupo relativamente pequeño dentro de un partido que había visto difuminadas sus señas de identidad originales. Incluso debió organizarse un Servicio Exterior de Falange —a la cabeza del cual quedó Felipe Ximénez de Sandoval— para coordinar las distintas agrupaciones de Falange que surgían en otros países. Todo ello acabó provocando que en el seno del partido se formasen varias facciones. Frente a Hedilla y sus partidarios se encontraba la facción de los llamados «legitimistas» —se consideraban herederos del legado de José Antonio—, que estaba formada por Agustín Aznar, Sancho Dávila, Rafael Garcerán y la hermana del fundador, Pilar Primo de Rivera. Por otra parte, muchos de los nuevos falangistas procedían de los sectores católicos o monárquicos, y veían más a Franco como el potencial líder futuro. A pesar de este contexto hostil, Hedilla encontró el entusiasta apoyo del embajador de la Alemania nazi, Wilhelm Faupel, cuyos agentes establecieron contactos con las facciones hedillistas. Situación muy diferente era la del embajador de la Italia fascista, Roberto Cantalupo, que veía en Hedilla a alguien mediocre y con escasa formación.

### Decreto de Unificación
A comienzos de abril de 1937, Hedilla realizó un viaje a Vitoria para entrevistarse con el delegado nacional de requetés, José Luis Zamanillo. Mientras se encontraba en el norte tuvo conocimiento de que estaba en proceso una nueva negociación entre algunos líderes carlistas y falangistas, por lo que anunció la celebración de un Consejo Nacional de la Falange para el 25 de abril. Sin embargo, Sancho Dávila, Aznar y Garcerán reaccionaron oponiéndose a esta decisión, y el 16 de abril formaron un triunvirato de poder —según ellos, de acuerdo a los estatutos de Falange—, haciéndose con el control de las oficinas del partido en Salamanca. En un principio Hedilla pareció aceptar el hecho, pero no tardó en responder. Aquella misma noche las milicias falangistas de Salamanca, bajo sus órdenes, marcharon sobre las oficinas centrales del partido y se hicieron con el control de las mismas sin derramamiento de sangre. Varios aliados de Hedilla acudieron a la sede central de Falange, entre ellos Hans Kröger, el representante del Partido nazi en la embajada alemana. A continuación, los hedillistas fueron a la pensión donde residía Sancho Dávila, que acabó siendo apresado tras un confuso tiroteo en el que murieron José María Alonso Goya —amigo íntimo de Hedilla— y un miembro de la guardia personal de Sancho Dávila. Otro de los miembros del triunvirato, Garcerán, también acabó siendo apresado en su domicilio por patrullas hedillistas. Por un momento pareció que estos se habían logrado imponer en la lucha por el control del partido. El domingo 18 de abril la mayoría de los dirigentes de Falange celebraron un consejo durante el cual Hedilla fue elegido jefe nacional «hasta que se reintegre a su puesto José Antonio Primo de Rivera o Raimundo Fernández-Cuesta». En la votación recibió diez votos a favor y cuatro en contra, aunque hubo muchas abstenciones.
Fue recibido por Franco en su cuartel general, quien lo felicitó por su victoria e incluso ambos llegaron a aparecer en público. El 19 de abril, Agustín Aznar fue destituido de su cargo de jefe de las milicias de Falange, lo que pareció reforzar el poder de Hedilla. Sin embargo, tras estos incidentes el cuartel general de Franco decidió llevar adelante el plan de unificación de todas las fuerzas políticas que existían en la zona sublevada. A las ocho de la tarde de aquel día, Hedilla recibió en su domicilio una copia del Decreto de Unificación, que fue promulgado a medianoche y anunciado públicamente por radio. Todas las fuerzas políticas de la zona sublevada quedaron unificadas en un partido, que se denominaría FET y de las JONS. Franco no había comunicado esta decisión ni a falangistas ni a carlistas, y el decreto cogió totalmente por sorpresa al líder falangista. Hedilla tenía reservado un cargo en la secretaría política del nuevo partido pero, aconsejado por algunos camisas viejas (como Aznar o Pilar Primo de Rivera), no aceptó.
Desde la sede central del partido se envió un telegrama a todos los jefes provinciales de Falange en el cual se decía que, para evitar malinterpretaciones del Decreto de Unificación, solo obedecerían órdenes del mando supremo. Aquel telegrama, que había sido enviado por un colaborador de Hedilla —José Sáinz Nothnagel—, fue interpretado como un gesto de desafío a la autoridad de Franco, ya que se consideró que en realidad quería decir que solo debía obedecerse a Hedilla. En aquella compleja situación, tanto el representante del Partido nazi —Hans Kröger— como el representante del Partido Fascista italiano —Guglielmo Danzi— ofrecieron a Hedilla salvoconductos para huir hacia Alemania e Italia, respectivamente, aunque el líder falangista los rechazó.

### Caída en desgracia
Finalmente, el 25 de abril, Hedilla fue arrestado —junto a otros 600 falangistas— bajo la acusación de haber conspirado contra Franco. Llegó a haber protestas públicas por su detención, pero rápidamente se arrestó a todos los participantes de las mismas bajo la acusación de ser «rojos». Con ello, Franco ahogó las resistencias de los camisas viejas de Falange y consolidó su poder político. Posteriormente, el «generalísimo» designaría al camisa vieja y veterano falangista Raimundo Fernández-Cuesta como secretario general de la nueva Falange Española Tradicionalista y de las JONS, que «poco o nada» hizo en favor de Hedilla tras su nombramiento.
El 5 de julio de 1937 se celebró en Salamanca un consejo de guerra contra Hedilla que lo condenó a cadena perpetua. Otro consejo de guerra celebrado poco después lo condenaría a muerte. Sin embargo, Franco siguió los consejos de la hermana del fundador —Pilar Primo de Rivera—, de Ramón Serrano Suñer y del embajador alemán Von Faupel, y conmutó la pena de muerte. Entre los pocos apoyos que recibió se encontraba el general Juan Yagüe. En 1938, Franco habría manifestado en una ocasión que debió haber fusilado a Manuel Hedilla en su momento. Durante los siguientes años en prisión, Hedilla pasó hambre, privaciones y vejaciones de todo tipo. En la cárcel, además, compartió cautiverio con presos republicanos e izquierdistas que no mostraron ningún aprecio por el antiguo líder falangista.
Pasó sus primeros cuatro años de condena desterrado en la cárcel provincial de las Palmas de Gran Canaria. Tras la llamada crisis de mayo de 1941 —que se saldó con la destitución de numerosos «camisas viejas» y partidarios de Serrano Suñer— Franco decidió poner en libertad a Hedilla como una medida que contribuyese a calmar los ánimos entre los falangistas. Tras ser liberado de la prisión, fue confinado en Mallorca hasta que en 1947 recobró la plena libertad. No obstante, no volvió a desempeñar rol político alguno en la España franquista ni volvió a integrarse en la Falange, y se retiró a la vida privada, viviendo prácticamente en el ostracismo. En 1966 llegó a afiliarse al minúsculo Frente Sindicalista Revolucionario de Narciso Perales, aunque no tardó en abandonarlo, al disentir de una proximidad al anarcosindicalismo que desdibujaría el mensaje falangista, y fundó su propia organización, el Frente Nacional de Alianza Libre (FNAL) en 1968. Hedilla falleció en Madrid en 1970.

## Figura y trascendencia
Hedilla ha sido considerado por ciertos historiadores como una persona de escasa talla política, aunque otros sí le reconocen dotes políticas. En este sentido el falangista Vicente de Cadenas y Vicent —que era un hedillista— le calificó como una persona de carácter desconfiado, y remarcó también su escasa visión política, particularmente en cuestiones internacionales.Giménez Caballero comentaría en sus memorias que «Hedilla era el hombre honrado, claro, tímido y consciente de ocupar un puesto que no era suyo para evitar los ambiciosos. Pero no un revolucionario y menos hasta el martirio.» Por su parte, el historiador Hugh Thomas ha señalado su falta de tacto político, algo que le habría creado muchos enemigos políticos. Otro rasgo que tradicionalmente se ha asociado con Hedilla —en especial, por parte de sus detractores— es haber practicado el culto a la personalidad.
De origen humilde y obrero, dicha condición le supuso una desventaja a la hora de conseguir el apoyo de sus compañeros de la Falange, llegando a ser descalificado entre estos por unas limitadas educación y capacidad intelectual. Según Vicente de Cadenas, Hedilla debía recurrir a la ayuda de otros falangistas para la redacción de discursos y escritos. También mantenía un perfil mucho más social que otros líderes falangistas, de corte más conservador. A medida que avanzó la contienda hizo hincapié en la naturaleza proletaria y sindicalista del movimiento falangista, y pronto empezó a manifestarse crítico con la violencia y represión indiscriminadas que tuvieron lugar en la retaguardia sublevada. Durante su discurso de Navidad de 1936, Hedilla llegó a declarar:

Impedid con toda energía que nadie sacie odios personales y que nadie castigue o humille a quien por hambre o desesperación haya votado a las izquierdas. Todos sabemos que en muchos pueblos, y acaso hay, derechistas que eran peores que los rojos [...] que ninguna de las mejoras sociales conseguidas por los obreros queden sobre el papel sin surtir efectos y se conviertan en realidad.

Su ideología también estuvo revestida de un fuerte antisemitismo, al igual que otros políticos españoles fascistas de la época. En agosto de 1936 llegó a decir:

Camarada, tienes la obligación de perseguir y destruir al judaísmo, a la masonería y al separatismo...Polonia tiene la peor de las desgracias...viven allí tres millones de judíos, y si ya un judío es abominable, ese número debe producir miasmas fétidas en el aire militar y católico de Polonia.

Tras su detención y encarcelamiento, Hedilla pasó a convertirse en un símbolo que alcanzó cotas cercanas al mito. Para muchos «camisas viejas» pasó a simbolizar la esencia más pura de la ideología nacionalsindicalista, así como un símbolo de la resistencia falangista frente a la traición franquista de los principios joseantonianos.

## Obras
- —— (1972). Testimonio de Manuel Hedilla. Barcelona, Acervo.[75]

### Pie de página
1. 1 2  Beevor, 2006, p. 284.
2. 1 2  Payne, 1999, p. 208.
3. 1 2 3 4 5  Romero Salvadó, 2013, p. 163.
4. ↑  García Venero, 1967, p. 5.
5. ↑  García Venero, 1967, p. 8.
6. 1 2 3  Kallis, 2003, p. 427.
7. ↑  La Aventura de la Historia, Año 13, n.º 164,
ISBN 84-237-9300045-3, pág. 48
8. ↑  Payne, 1999, p. 249.
9. ↑  Sanz Hoya, 2009, pp. 93-94.
10. ↑  Cabanellas, 1977, p. 387.
11. ↑  Solla Gutiérrez, 2005, p. 32.
12. ↑  Bravo Morata, 1977, p. 109.
13. ↑  Bravo Morata, 1977, p. 147.
14. ↑  Payne, 1999, p. 181.
15. ↑  Casanova, 2010, p. 134.
16. ↑  Romero Salvadó, 2013, p. 291.
17. ↑  Romero Salvadó, 2013, p. 130.
18. ↑  Payne, 1999, p. 205.
19. ↑  Romero, 1994, p. 376.
20. 1 2  Thomas, 1976, p. 278.
21. ↑  Romero Salvadó, 2013, p. 140.
22. ↑  García Venero, 1967, p. 185.
23. ↑  Aróstegui, 1997, p. 88.
24. ↑  Thomas, 1976, pp. 688-690.
25. 1 2 3  Thomas, 1976, p. 688.
26. ↑  Thomas, 1976, pp. 685-687.
27. ↑  Thomas, 1976, pp. 689-690.
28. ↑  Preston, 1995, pp. 261-266.
29. ↑  Romero Salvadó, 2013, p. 127.
30. ↑  Payne, 1999, p. 280.
31. ↑  Thomas, 1976, p. 455.
32. 1 2  Thomas, 1976, pp. 544-546.
33. ↑  Delgado Gómez-Escalonilla, 2012, p. 131.
34. ↑  Morente Valero, 2005, p. 213.
35. ↑  Thomas, 1976, p. 552.
36. ↑  Thomas, 1976, p. 617.
37. ↑  Payne, 1999, p. 265.
38. ↑  Thomas, 1976, p. 689.
39. ↑  Payne, 1999, p. 267.
40. 1 2 3  Thomas, 1976, p. 690.
41. ↑  Casanova, 2007, p. 352.
42. 1 2 3  Thomas, 1976, p. 691.
43. ↑  Thomas, 1976, p. 692.
44. ↑  Thomas, 1976, pp. 692-693.
45. ↑  Preston, 1995, p. 268.
46. ↑  Thomas, 1976, p. 693.
47. ↑  Casanova, 2007, p. 353.
48. ↑  Romero Salvadó, 2013, p. 128.
49. ↑  Romero Salvadó, 2013, p. 59.
50. ↑  De Blaye, 1976, p. 141.
51. ↑  Thomàs, 2014, p. 301.
52. 1 2  Cabanellas, 1975, p. 922.
53. ↑  Casanova, 2007, p. 354.
54. 1 2  Beevor, 2006, p. 286.
55. ↑  Thomàs, 2014, pp. 301-302.
56. ↑  Thomàs, 2014, p. 300.
57. ↑  Thomas, 1976, p. 694n.
58. ↑  Thomàs, 1999, p. 238.
59. ↑  Montoliú, 2005, p. 180.
60. ↑  Rodríguez Jiménez, 1994, p. 100.
61. ↑  Morente Valero, 2005, p. 237.
62. ↑  
Payne, 1999, p. 444; Morente Valero, 2005, p. 237.
63. ↑  Tuñón de Lara y et al, 1985, p. 79.
64. ↑  Thomàs, 2001, p. 64.
65. ↑  de Cadenas y Vicent, 1975, p. 153.
66. ↑  de Cadenas y Vicent, 1975, p. 154.
67. ↑  Ernesto Giménez Caballero (1979). Memorias de un dictador. Barcelona: Planeta, p. 98.
68. ↑  Abella, 1978, p. 162.
69. ↑  Ellwood, 1987, p. 72.
70. ↑  de Cadenas y Vicent, 1975, pp. 153-154.
71. ↑  Thomas, 1976, p. 688n.
72. ↑  Thomas, 1976, p. 562.
73. ↑  Lazo Díaz, 1998, p. 194.
74. 1 2  García de Cortázar, 2015.
75. ↑  Thomàs, 1999, p. 256, n. 251.